# Лебедев, Виктор Александрович
Ви́ктор Алекса́ндрович Ле́бедев (1918—1943) — красноармеец Рабоче-крестьянской Красной Армии, участник Великой Отечественной войны, Герой Советского Союза (1944).

## Биография
Родился в 1918 году в деревне Дубровка (ныне — Молоковский район Тверской области). Окончил школу-семилетку, учился в Ленинградском электросварочном техникуме. 
В октябре 1941 года был призван на службу в Рабоче-крестьянскую Красную Армию. С мая 1942 года — на фронтах Великой Отечественной войны. В боях был ранен.
К октябрю 1943 года красноармеец Виктор Лебедев был разведчиком 936-го стрелкового полка 254-й стрелковой дивизии 52-й армии Воронежского фронта. 1 октября 1943 года одним из первых в полку переправился через Днепр под Черкассами и принял активное участие в боях за захват и удержание плацдарма на его западном берегу. В тех боях он лично уничтожил 1 танк, 1 пулемёт, более 15 вражеских солдат и офицеров, проводил разведку вражеских целей. 20 ноября 1943 года Лебедев пропал без вести.
Указом Президиума Верховного Совета СССР «О присвоении звания Героя Советского Союза офицерскому, сержантскому и рядовому составу Красной Армии» от 22 февраля 1944 года за «образцовое выполнение боевых заданий командования при форсировании реки Днепр, развитие боевых успехов на правом берегу реки и проявленные при этом отвагу и геройство» был удостоен посмертно звания Героя Советского Союза. Также посмертно был награждён орденом Ленина.
Память
В 2016 году кенотаф в его честь был установлен с воинскими почестями в Мытищах, на Федеральном военном мемориальном кладбище, в числе 144 кенотафов без вести пропавших во время Великой Отечественной войны Героев Советского Союза и полных кавалеров ордена Славы.